# Paul Binder
Paul Binder (* 29. Juli 1902 in Stuttgart; † 25. März 1981 ebenda) war ein deutscher Politiker der CDU.

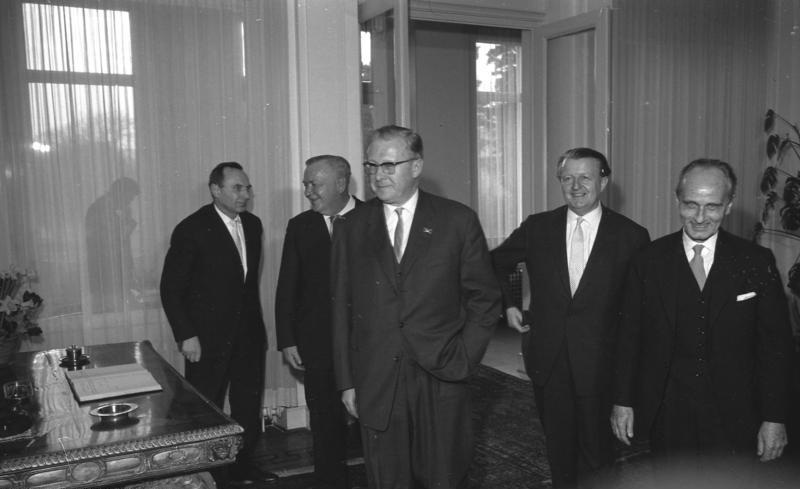
Paul Binder (Mitte) und die übrigen Mitglieder des Sachverständigenrats, Februar 1964

## Leben und Beruf
Binder, der evangelisch-lutherischen Glaubens war, studierte an den Universitäten in Tübingen, Rostock und Dijon Rechtswissenschaften und Nationalökonomie. 1932 wurde er in Tübingen bei Herbert von Beckerath mit einer Arbeit über Die Darstellungsmöglichkeiten politischer und psychologischer Einflüsse auf die Kursgestaltung einer Währung promoviert. In Tübingen war Binder Mitglied der dem süddeutschen Liberalismus nahestehenden Tübinger Studentenverbindung Akademische Gesellschaft Stuttgardia. Von 1937 bis 1941 war er stellvertretender Direktor bei der Dresdner Bank in Berlin und leitete die „Zentralstelle für Arisierung“ jüdischen Vermögens. Insbesondere verriet er nicht-jüdischen Übernahme-Interessenten, in der Regel Konkurrenten in der jeweiligen Branche, vor der formellen Übernahme der Firmen deren interne Wirtschaftsdaten. Im Mai 1938 erlangte er durch das Reichswirtschaftsministerium Kenntnis von der in Kürze erfolgenden restlosen Liquidierung aller „nicht-arischen“ Betriebe unter Wert und vermittelte durch Reisen im ganzen Reichsgebiet persönlich vor Ort, um schriftliche Nachweise zu vermeiden, mit Hilfe der örtlichen NSDAP-Gliederung (deren sog. Wirtschaftsberater) die Firmen an die so vorbereiteten Aufkäufer. Für Immobilien sollte nur der Einheitswert gezahlt werden.
Ab 1941 befasste er sich als nunmehr selbständiger Wirtschaftsprüfer mit der Verwertung liquidierten Vermögens in den eroberten Ostgebieten, insbes. von Industriebetrieben. Binder war Mitglied der DAF und des NSBDT. Dabei arbeitete er vorrangig mit SS-eigenen Firmen zusammen. In zweiter Tätigkeit war er für Rüstungsunternehmen tätig, v. a. aus Hermann Görings Bereich, dem Reichsluftfahrtministerium sowie beim U-Boot-Bau. Binder unterhielt eigene Stützpunkte in Warschau, in Krakau und in Amsterdam sowie in Ebingen, dem Familiensitz. Ab April 1944 machte er mit Ludwig Erhard und dessen „Institut für Industrieforschung“ (einer Filiale der „Reichsgruppe Industrie“) Pläne darüber, wie das Raubgut auch nach einer möglichen Niederlage im Krieg weiter verwertet werden könne. Bei Kriegsende schaffte er mit allen Unterlagen rechtzeitig den Rückzug nach Württemberg und ließ sich in Tübingen, in der französischen Besatzungszone, nieder. Hier war er sicher vor Nachforschungen der US-amerikanischen Besatzungsbehörde „Financial Investigation Security“ über seine bisherigen Erwerbungen.
1945 wurde er in französischem Auftrag „Landesdirektor für Finanzen“ in Württemberg-Hohenzollern, mit Sitz in Tübingen. 1946/47 wurde er Finanzstaatssekretär und Vizepräsident des „Staatssekretariats für das französisch besetzte Gebiet Württembergs und Hohenzollerns“, einer vorläufigen Regierung nach Besatzungsrecht, als Stellvertreter des Carlo Schmid. Als Kurt Georg Kiesinger ihn um einen „Persilschein“ bat – er wollte eine Hochschulkarriere machen –, lehnte Binder das ab, denn jener war NSDAP-Mitglied gewesen. 1946 trat Binder der CDU bei. Im Mai 1947 stellten die Franzosen fest, wer er war, und er wurde entlassen. Später übernahm er die Treuhänderschaft der Stuttgarter Filiale der Deutschen Bank.
Binder wurde von Januar 1964 bis Februar 1968 zum Mitglied des Sachverständigenrats zur Begutachtung der gesamtwirtschaftlichen Entwicklung der Bundesrepublik („Die fünf Wirtschaftsweisen“) berufen.

## Abgeordneter
Von 1946 bis 1947 war Binder Abgeordneter in der Beratenden Landesversammlung und dann bis 1952 im Landtag von Württemberg-Hohenzollern. 1948/49 war Binder zugleich Vorsitzender des Ausschusses für Finanzfragen des Parlamentarischen Rates zur Ausarbeitung des Grundgesetzes. 1953 zog Binder als Nachfolger für Hermann Dold im Wahlkreis Tuttlingen in den ersten Landtag von Baden-Württemberg ein. Auch dem zweiten Landtag (1956 bis 1960) gehörte Binder als Abgeordneter, diesmal für den Wahlkreis Balingen an.

## Veröffentlichungen (Auswahl)
- Geschichte der Tabakbesteuerung im Zollverein: Nach den Akten. Dissertation an der Universität Tübingen 1932.
- Die Schalthebel der Konjunktur. Kaufkrafteinsatz und Kaufkraftstillegung als Bestimmungsgründe des Volkseinkommens. Oldenbourg, München 1939.
- mit Hermann Reinbothe, Alfons Wetter: Die Währungsreform Gesetze zur Neuordnung des Geldwesens und der Steuern: Währungsgesetz, Emissionsgesetz, Umstellungsgesetz und Steuerreformgesetz mit Ergänzungs- u. Durchführungsbestimmungen. Schäffer, Stuttgart 1949.
- mit Heinrich Krumm, Karl Christian Thalheim: Wirtschaftliche Vorbereitung der Wiedervereinigung mit der Sowjetzone. Bericht über die 10. Arbeitstagung der Arbeitsgemeinschaft selbständiger Unternehmer in Bonn, am 16. Mai 1952. Vita, Heidelberg-Ziegelhausen 1952.
- Die Stabilisierung der Wirtschaftskonjunktur. Seewald, Stuttgart 1956.
- Die USA und wir. Wirtschaft, Außenhandel, Politik. Seewald, Stuttgart 1956.
- Kaufkraft, Produktivität, freie Kapitalbildung. Die Brennpunkte der gegenwärtigen Wirtschaftspolitik. Seewald, Stuttgart 1956.
- Die Bundesbahn und ihre Konkurrenten. 2. Aufl. Seewald, Stuttgart-Degerloch 1961.
- Kritik der traditionellen Wirtschaftstheorie und der herkömmlichen. Duncker & Humblot, Berlin 1975, ISBN 3-428-03460-0.